# Великоозиминська сільська рада
Великоозиминська сільська рада — орган місцевого самоврядування у Самбірському районі Львівської області. Адміністративний центр — село Велика Озимина.

## Населені пункти
Сільській раді підпорядковані населені пункти:
- с. Велика Озимина
- с. Мала Озимина

7.5.1946 перейменували населені пункти Озимино-Великівської сільської Ради: село Озимина Мала — на село Мала Озимина, село Озимина Велика — на село Велика Озимина і Озимино-Великівську сільську Раду, відповідно до назви її центру, — на Великоозиминська.

## Склад ради
Рада складається з 12 депутатів та голови.

### Керівний склад ради
| ПІБ                         | Основні відомості                                                             | Дата обрання | Дата звільнення |
| --------------------------- | ----------------------------------------------------------------------------- | ------------ | --------------- |
| Верещак Михайло Миколайович | Сільський голова, 1948 року народження, освіта незакінчена вища, безпартійний | 26.03.2006   | 31.10.2010      |
| Верещак Михайло Миколайович | Сільський голова, 1948 року народження, освіта незакінчена вища, безпартійний | 31.10.2010   |                 |

Примітка: таблиця складена за даними джерела